# Royal Society
La Royal Society – formalmente The President, Council, and Fellows of the Royal Society of London for Improving Natural Knowledge ("Il presidente, il consiglio e i membri della Reale Società londinese per lo sviluppo della conoscenza naturale") – è un'associazione scientifica del Regno Unito, fondata il 28 novembre 1660 per iniziativa di John Evelyn e altri accademici allo scopo di promuovere l'eccellenza scientifica come viatico per il benessere della società; altri membri fondatori furono Christopher Wren, Robert Boyle, John Wilkins e William Brouncker. Antoni Van Leeuwenhoek inviava mensilmente alla Royal Society, dei report in cui descriveva minuziosamente, tutte le forme microbiche che osservava al microscopio che aveva brevettato, che consisteva in un piedistallo, cui aveva appoggiato delle lenti con ingrandimento da 50x a 300x, con il fine di osservare la qualità delle stoffe che commercializzava.
Si tratta di una delle più antiche associazioni accademiche esistenti, e ricevette la patente reale con un decreto di Carlo II.

## Storia
La Royal Society ebbe come prima sede il College di Gresham e cominciò rapidamente a dotarsi di una propria biblioteca fin dal 1661 e, dopo il grande incendio di Londra del 1666 che distrusse il college, si trasferì presso la residenza dei Duchi di Norfolk a Londra per poi, solo nel 1710 con Isaac Newton Presidente, provvedere ad acquisire una propria sede in Crane Court a Londra. Nel XVIII secolo ne faceva parte un massone su quattro. Nel 1780 sotto la presidenza di Joseph Banks la Società si trasferisce presso la Somerset House. La Società cambia sede nuovamente nel 1857, trasferendosi presso Burlington House, e ancora una volta nel 1957 per stabilirsi nella sua sede attuale di Carlton House Terrace.

## Membri famosi

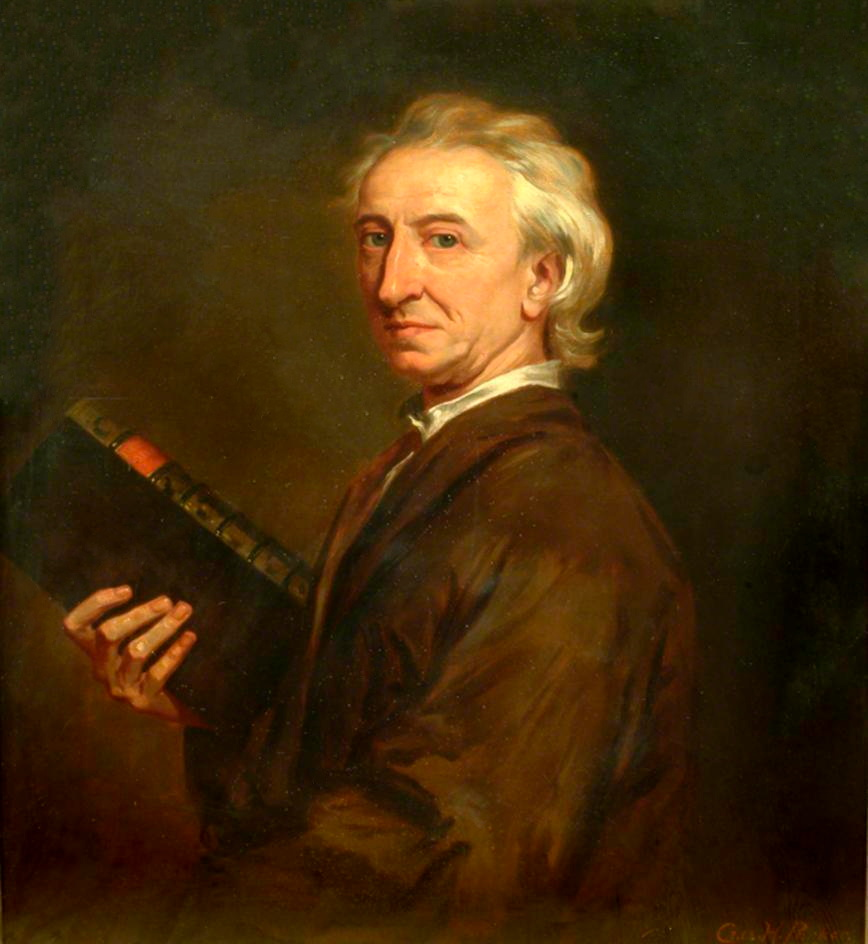
John Evelyn, uno dei fondatori dell'accademia

Molti famosi scienziati furono membri fondatori della Società o ne fecero parte la storia: il gruppo iniziale includeva Robert Boyle, John Evelyn, Robert Hooke, William Petty, John Wallis, John Aubrey, Thomas Browne, John Wilkins, John Locke, Thomas Willis, Michael Faraday, Jean Chardin e Sir Christopher Wren. Sir Joseph Banks, che diresse la società per ben 42 anni, esercitò un influsso significativo sull'evoluzione degli studi scientifici in Inghilterra. Isaac Newton mostrò alla Società la sua teoria sull'ottica, e in seguito ne divenne presidente.
Altri importanti membri di questa accademia furono Gottfried Wilhelm von Leibniz, Alessandro Volta, Charles Babbage, Charles Lyell, Max Planck, Otto Hahn, Albert Einstein, Charles Darwin, Rita Levi-Montalcini e Richard Brocklesby, Srinivasa Ramanujan, Stephen Hawking e Peter Higgs. Attuali membri famosi della Royal Society sono, fra gli altri, il Premio Nobel italiano Carlo Rubbia e, dal 2021, il neuroscienziato italiano Giacomo Rizzolatti.

## I 350 anni
Nel 2009, in occasione dei 350 anni dell'istituzione, la Royal Society ha aperto i propri archivi mettendoli on line.

## Onorificenze

### Riconoscimenti
- Medaglia Buchanan (dal 1897, ricerche nel campo della medicina)
- Medaglia Copley (dal 1731, ricerche in tutti i settori scientifici)
- Medaglia Darwin (dal 1890, ricerche nel settore biologico nell'area di interesse di Darwin)
- Medaglia Davy (dal 1877, ricerche nel settore della chimica)
- Medaglia Gabor (dal 1989, ricerche nel settore biologico specialmente ingegneria genetica e biologia molecolare)
- Medaglia Hughes (dal 1902, ricerche nel campo della fisica, particolarmente elettricità e magnetismo)
- Medaglia Leverhulme (dal 1960, ricerche nei settori della chimica o dell'ingegneria chimica, pura o applicata)
- Medaglia Royal (dal 1826, per i due più rilevanti lavori nel settore delle scienze naturali)
- Medaglia Rumford (dal 1800, ricerche nel campo della fisica, riguardanti il calore e la luce)
- Medaglia Sylvester (dal 1901, ricerche nel campo della matematica)
- Medaglia Wollaston (dal 1831, per ricerche nel campo della geologia)